# Ejército de Liberación Nacional (Macedonia del Norte)
El Ejército de Liberación Nacional (albanés: Ushtria Çlirimtare Kombëtare, UÇK; macedonio: Ослободителна народна армија-ОНА, Osloboditelna narodna armija, ONA), también conocido como el UÇK Macedonio era una milicia separatista de Macedonia (actualmente Macedonia del Norte) creada en 1999 y estuvo estrechamente asociado con el Ejército de Liberación de Kosovo.
Después de la Guerra del 2001, fue desarmado a través del Acuerdo de Ohrid, que otorgó mayores derechos y autonomía a los albaneses macedonios del estado.

## Trasfondo
Ali Ahmeti organizó el NLA con excombatientes del ELK de Kosovo y Macedonia del Norte, así como insurgentes albaneses de Preševo, Medveđa y Bujanovac en Serbia, jóvenes radicales albaneses, nacionalistas macedonios y mercenarios extranjeros. El acrónimo era el mismo que el del ELK en albanés.

## El inicio de la guerra
El NLA fue fundado en el otoño de 1999 e inicialmente dirigido por el ex comandante del ELK Ali Ahmeti, sobrino de uno de los fundadores del ELK. El NLA actuó silenciosamente hasta que comenzó a entablar una relación abierta con el ejército y la policía macedonios. El objetivo proclamado del NLA era la igualdad de derechos para la minoría étnica albanesa dentro de una Macedonia confederada. Los comandantes superiores del NLA insistieron en que "no queremos poner en peligro la estabilidad y la integridad territorial de Macedonia, pero lucharemos en una guerra de guerrillas hasta que hayamos ganado nuestros derechos básicos, hasta que seamos aceptados como un pueblo igual dentro de Macedonia". El gobierno macedonio afirmó que el NLA era una organización terrorista extremista que buscaba separar áreas de mayoría albanesa y unir esos territorios con Albania.
A partir del 22 de enero de 2001, el NLA comenzó a llevar a cabo ataques contra las fuerzas de seguridad macedonias utilizando armas ligeras.  El conflicto pronto se intensificó y, a principios de marzo de 2001, el NLA había tomado el control efectivo de una gran franja del norte y oeste de Macedonia y se había acercado a 12 millas de la capital, Skopie En marzo de 2001, los miembros del NLA no lograron tomar la ciudad de Tetovo en un ataque abierto, pero controlaron las colinas y montañas entre Tetovo y Kosovo. El 3 de mayo, una contraofensiva del gobierno macedonio fracasó en el área de Kumanovo.

### Composición y capacidades militares
Se estimó que el NLA estaba compuesto por 5.000 hombres en su apogeo y algunos de sus miembros fueron entrenados por oficiales del Regimiento de Paracaidistas y SAS británicos. Como fue el caso con el KLA, estaban bastante armados, generalmente con armas pequeñas y morteros, aunque hubo informes posteriores de que habían adquirido misiles antiaéreos FIM-92 Stinger y SAM-7. A medida que avanzaba la guerra, los rebeldes lograron adquirir armas pesadas, incluidos tanques T-55 y vehículos blindados de transporte de personal capturados de las fuerzas del gobierno macedonio.

### Crímenes de guerra
Aunque el conflicto en Macedonia fue breve, no escasearon los crímenes de guerra. Según Human Rights Watch, "rebeldes de etnia albanesa en Macedonia torturaron y abusaron sexualmente de trabajadores de la carretera después de secuestrarlos en la carretera Skopie-Tetovo.
Decenas de macedonios étnicos fueron secuestrados. Si bien muchos fueron liberados al poco tiempo, aparentemente 12 personas seguían desaparecidas después de que el ELN liberara a otras 14 a fines de septiembre. En octubre, los informes sugirieron que los 12 podrían haber sido asesinados y enterrados en fosas comunes cerca de Neproshteno. El caso fue remitido por el gobierno de Macedonia al Tribunal Penal Internacional para la ex Yugoslavia para su investigación.
Otro incidente es la emboscada de Vejce, donde guerrilleros albaneses tendieron una emboscada y mataron a ocho fuerzas especiales macedonias de la unidad de los Leones, una patrulla de 16 agentes especiales. Los familiares de los soldados muertos y varios ministros afirman que la información fue vendida a la guerrilla y que se produjo una gran traición. Los guerrilleros prepararon una emboscada, atacando los vehículos Humvee ligeramente blindados de la patrulla con fuego de armas pequeñas y RPG´s La patrulla se detuvo y las fuerzas macedonias y la guerrilla intercambiaron fuego en una pequeña escaramuza, tras la cual los soldados comenzaron a retirarse. La mitad de la patrulla logró escapar, un soldado recibió un disparó y otros siete capturados y ejecutados con cuchillos y luego sus cadáveres fueron quemados.

Áreas del conflicto

La noticia de la masacre provocó levantamientos locales contra los albaneses musulmanes en varios pueblos y ciudades de Macedonia, y tales revueltas incluyeron la quema y vandalismo de tiendas y mezquitas. Los miembros supervivientes de la patrulla de carretera que fue masacrada dieron testimonio de los homicidios. Afirmaron que la masacre fue llevada a cabo por un grupo de 10 hombres barbados. Los cuerpos nunca fueron entregados al público ni a investigadores civiles y las autopsias se llevaron a cabo en una morgue militar. También hubo un ataque con explosivos del ELN contra el monasterio ortodoxo del siglo XIII Sveti Atanasij en el pueblo de Lesok.
Los expertos militares de la OTAN dijeron que "el hecho de que la batería estuviera dentro de un área salpicada por escombros y escombros parecía sugerir que fue detonada usando un dispositivo temporizador relativamente sofisticado". Por otro lado, las fuerzas macedonias volaron una mezquita en la ciudad de Neprosteno. Ambas estructuras se reconstruyeron en 2003 con financiación de la UE. El incidente más notable fue la infame Masacre de inmigrantes asiáticos, cuando las fuerzas policiales especiales macedonias asesinaron a seis ciudadanos paquistaníes e indios, que se cree que estaban relacionados con el ELN.
Otros delitos fueron como el de una operación de tres días de la policía macedonia contra la aldea de Ljuboten, de etnia albanesa, del 10 al 12 de agosto de 2001, que dejó diez civiles muertos y el arresto de más de 100 hombres, muchos de los cuales fueron brutalmente golpeados y torturados mientras se encontraban bajo custodia policial. Según el gobierno macedonio, había presencia del NLA en la aldea; sin embargo, la investigación de Human Rights Watch sobre el terreno en Ljuboten no encontró evidencia de esto y dijo que se trataba de una clara violación de los derechos humanos por parte de las fuerzas macedonias. Estos hechos llevaron al juicio del entonces Ministro del Interior de Macedonia, Ljube Boškoski, en el Tribunal Internacional de Crímenes de Guerra de La Haya. Finalmente fue declarado inocente.

## Cesé al fuego y desarme
Después del Acuerdo de Ohrid, el ELN acordó un alto el fuego en junio. En virtud del Acuerdo de Ohrid, el gobierno macedonio se comprometió a mejorar los derechos de la población albanesa, que representa alrededor del 20% de la población, un porcentaje muy disputado por los macedonios. Esos derechos incluyen convertir el albanés en idioma oficial y aumentar la participación de las personas de etnia albanesa en las instituciones gubernamentales, la policía y el ejército. Más importante aún, bajo el Acuerdo de Ohrid, el gobierno macedonio acordó un nuevo modelo de descentralización.

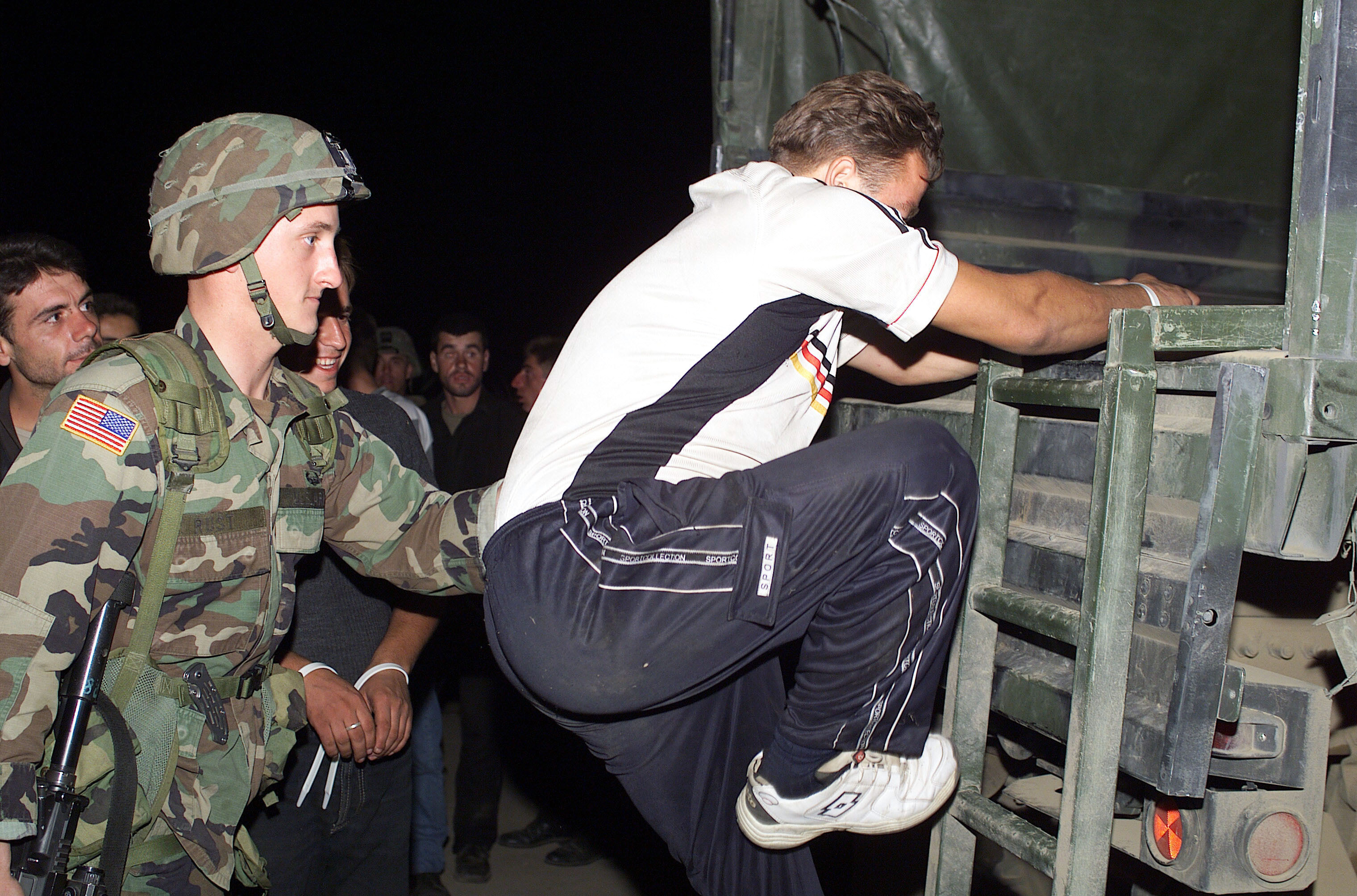
Soldado estadounidense cargando combatientes de la NLA en un camión que se dirige a un centro de detención

La parte albanesa acordó renunciar a cualquier exigencia separatista y reconocer plenamente todas las instituciones macedonias. Además, la NLA debía desarmarse y entregar sus armas a una fuerza de la OTAN. La Operación Essential Harvest se lanzó oficialmente el 22 de agosto y comenzó efectivamente el 27 de agosto. Esta misión de 30 días iba a involucrar inicialmente a aproximadamente 3.500 tropas de la OTAN, un número que ascendió a 4200 tropas de la OTAN y tropas macedonias, para desarmar a la NLA y destruir sus armas. Apenas unas horas después de que la OTAN concluyera la operación, Ali Ahmeti dijo a los periodistas que asistían a una conferencia de prensa en el bastión rebelde de Sipkovica que estaba disolviendo el Ejército de Liberación Nacional y que era hora de la reconciliación étnica.
Muchos miembros del ELN de Albania, liderado por Ali Ahmeti, formaron más tarde la Unión Democrática para la Integración, un partido político que ganó la mayoría de los votos albaneses en las elecciones de 2002 y formó parte de la coalición gobernante junto con el USDM y el PLD hasta agosto de 2006. cuando, tras las elecciones parlamentarias de julio de 2006, llegó al gobierno una coalición conservadora VMRO-DPMNE/DPA.
Se desconoce el total de bajas de la guerra en cada bando, pero ambas partes afirmaron que sus propias bajas militares fueron alrededor de 60 cada una, mientras que se cree que murieron entre 60 y 80 civiles de etnia albanesa y posiblemente alrededor de diez civiles macedonios.

## Actividad posterior
Entre 2004 y 2005, un grupo de 80 militantes dirigido por Agim Krasniqi llegaron acontrolar el pueblo de Kondovo dos veces. A través de los medios de comunicación, Krasniqi amenazó con bombardear Skopie y sus hombres secuestraron y golpearon a cuatro agentes de policía.
En 2007, un grupo de al menos 23 militantes controlaba la región de la aldea Brodec en las Montañas Šar. La policía lanzó la Operación Tormenta de Montaña y derrotó al grupo. Tres años después, cerca de la frontera con Serbia se descubrió un alijo de armas que se creía estaba destinado a acciones grupales; incluía uniformes con marcas UÇK.
El 28 de octubre del 2014, el NLA se responsabilizó del ataque al edificio gobierno de Skopie, que ocasiono únicamente daños materiales. La organización, en la carta firmada por "Kushtrimi" al gobierno, afirmó que la fuerza de élite "Hasan Prishtina" golpeó el edificio del gobierno en una acción coordinada. La organización afirma que no está satisfecha con la Acuerdo de Ohrid de 2001. El 21 de abril de 2015, un grupo de 40 hombres armados con parches del NLA atacó una comisaría de policía fronteriza en Gošince. El grupo ató a los policías y los golpeó, luego les robó las armas y los dispositivos de comunicación. Antes de partir hacia Kosovo, emitieron el mensaje: "Somos del Ejército de Liberación Nacional. Diles que ni Ali Ahmeti ni Nikola Gruevski pueden salvarte. No queremos ningún acuerdo marco y si te volvemos a ver aquí, lo que haremos será matarte. Queremos nuestro propio estado".
Durante los enfrentamientos de Kumanovo, 14 de los 22 beligerantes muertos vestían uniformes con insignias del NLA, según Nikola Gruevski el grupo armado no contaba con el apoyo de miembros de la minoría albanesa contrariamente al conflicto de 2001.